# Riderà (album)
Riderà è un album discografico di Little Tony pubblicato in Italia nel 1966.

## Descrizione
L'album venne registrato con il gruppo musicale de I Fedeli. Oltre che in Italia, lo stesso anno venne pubblicato anche nel Regno Unito con il titolo "Let Her Go", titolo anche della versione con testo in inglese del brano Riderà che sostituiva il brano in italiano e, in Argentina, col titolo "Vuelve a mi".

## Tracce

### Lato A
1. Riderà (testi e musiche di Danyel Gérard, Mogol, Ralph Bernet)
2. Ogni mattina (testi e musiche di Little Tony, Ricky Gianco, Leo Chiosso)
3. Uomo (testi e musiche di Paolo Moroni, Willie Dixon)
4. My Baby Left Me (testo e musica di Arthur Crudup)
5. Non mi rimane che chiederti perdono (testi e musiche di Little Tony, Mario Capuano, Paolo Taddia)
6. Viene la notte (testo e musica di Gianni Meccia)

### Lato B
1. Non è normale (testi e musiche di Gordon Mills, Les Reed, Paolo Moroni)
2. La fine di agosto (testi e musiche di Carlo Rossi, Enrico Ciacci)
3. Il mio amore con Giulia (testi e musiche di  Little Tony, Basilio Filacchione)
4. What Did I Do (testo e musica di Tony Hatch)
5. Non aspetto nessuno (testi e musiche di Enrico Ciacci, Gianni Meccia)
6. Mai più ti cercherò (testo e musica di Giuseppe Cassia)